# Jakara Anthony
Jakara Anthony (born 8. juli 1998) er en kvindelig australsk freestyle skiløber, og olympisk guldvinder. Hun deltog under Vinter-OL 2018 i Pyeongchang, hvor hun blev nummer 4, hvilket var det bedste resultat nogensinde for en kvindelig australsk skiløber i pukkelpist. I selvsamme disciplin vandt Anthony guld, fire år senere, ved Vinter-OL 2022 i Beijing, hvor hun gik igennem både kvalifikationen og finalerne som etter.
Hun foreløbig i gang med at tage en Bachelor i motion og idræt på Deakin University i Melbourne.